# Lysistrate
Lysistrate (græsk: Λυσιστράτη) eller Kvindernes oprør) er en græsk komedie fra 411 f.Kr. skrevet af Aristofanes. Stykket blev opført i Athen samme år. Lysistrate er et af de få komplette overleverede skuespil af Aristofanes. I komedien ønsker kvinderne i Athen og Sparta at standse den Peloponnesiske Krig. Anført af Lysistrate besætter de Akropolis og afstår fra sex med deres mænd for at få fred.
I den og i flere af sine komedier satte Aristofanes de aktuelle politiske tendenser i Hellas til debat: korruption, demokratiets forfald, kønsroller og spørgsmålet om kvindens stilling i samfundet. Selv om stykket har en fortløbende handling, forekommer der talrige stilskift fra drama til komedie og sprogskift fra poetiske til groteske replikker.
"Man har ofte sammenlignet Aristofanes' komedier med nutidens revyer. Fælles er en vekslen mellem viser og sketch, og fælles er forkærligheden for brandere og seksuelle hentydninger samt diverse spark til kendte personer. Den væsentligste forskel er, at Aristofanes' komedier altid har en gennemgående handling, og at handlingen når ud over satiren og frem til en humoristisk fantasi hinsides al fornuft".
Komedien er flere gange oversat til dansk, senest i 2005.

## Plot
Stykket er en komedie om en kvindes usædvanlige forsøg på at afslutte på den peloponnesiske krig. Lysistrate overtaler alle græske kvinder til at strejke i seksuelle forhold med ægtemænd eller elskere. Denne strategi, som skulle afslutte krigen, medfører imidlertid en kamp mellem kønnene, som skaber kaotiske tilstande, fordi begge køn får seksuelle frustrationer.
Skuespillet er berømt for at problematisere forholdet mellem kønnene i et mandsdomineret samfund - som det måske første af sin art. Opsætningen afviger afgørende fra tidligere skuespil i antikken, ligesom en række andre af Aristophanes' skuespil. Det blev opført samme år som et andet stykke Thesmophoriazusae, der også fokuserer på kønnenes relationer to år efter athenerenes knusende nederlag til spartanerne på Sicilien i 413.
I begyndelsen af skuespillet udveksler Lysistrate og hende veninde Calonice følgende ord, som er en væsentlig introduktion til problemstillingen:
```

               LYSISTRATE: 
  Der er så mange forhold ved os kvinder
   Der bedrøver mig, når jeg tænker på at mænd
    Opfatter os som slyngler. 
               CALONICE:                   
      og deri har de fuldstændig ret!

```

Hermed er scenen sat: Kvinder i almindelighed, som Calonice er repræsentant for, er ganske vist beregnende, men de har brug for lederskab for at nå deres mål.
Lysistrate er i modsætning hertil en ekstraordinær kvinde med en stor fornemmelse for enkeltes ansvarlighed. Hun har samlet kvinder fra forskellige bystater i det antikke Grækenland, og ganske kort efter hun har betroet sig til sin veninde om sine hensigter: at varetage kvindernes specifikke interesser – begynder de inviterede kvinder at ankomme. Stykket giver ingen forklaring på, hvordan det lykkedes hende at samle alle disse kvinder.
Med støtte fra spartaneren Lampito overtaler Lysistrate de forsamlede kvinder til at nægte deres ægtefæller eller elskere seksuelle tjenester for at tvinge dem til at indgå våbenhvile i den Peloponnesiske krig. Kvinderne indgår aftalen med en ed, som er omfattende og detaljeret. Eden besegles ved, at Lysistrate udtaler eden, mens Calonice gentager den som repræsentant for de øvrige kvinder, som står i kreds omkring en vintønde. Næppe er eden svoret, før der lyder et skrig af triumf fra det nærliggende Akropolis, som Athens kvinder har fået kontrol over takket være Lysistrates pagt. Akropolis rummer statens skatte, som er nødvendige for mændenes fortsatte krigsførelse. Lampito rejser ud for at sprede budskabet om kvindernes oprør, mens de øvrige kvinder venter på mændenes reaktion bag Akropolis’ porte.
Et kor af gamle mænd træder nu ind på scenen for at nedbryde porten til Akropolis. Mens de forbereder angrebet bevæbnet med tunge bjælker og brændende fakler, ankommer et kor af gamle kvinder, der bærer spande med vand. De to grupper udveksler trusler, men til sidst sejrer vandet: ilden og mændene må trække sig tilbage.
Nu ankommer den ledende embedsmand med et følge af skytere (den athenske udgave af et politikorps). Han udbreder sig om kvindens hysteriske natur, hendes afhængighed af vin, promiskuøse sexliv og deltagelse i okkulte ceremonier. Men mest af alt kritiserer han deres manglende forståelse for disciplin. Han forklarer, at han er kommet for at hente det nødvendige sølv i statskassen til at købe årer til skibene og beordrer skyterne til at åbne porten. Men de bliver hurtigt overmandet af en gruppe uregerlige kvinder.
Lysistrate genskaber ro og orden og tillader embedsmanden at udspørge hende. Hun forklarer ham, at alle kvinder er trætte af de tåbelige beslutninger, der også rammer kvinderne, som mændene ikke gider lytte til. Hun ifører ham sin hovedbeklædning, forærer ham en kurv fyldt med uld og erklærer, at fra dette tidspunkt er krigens forløb i kvindernes hænder. Hun tilføjer sin bekymring for de unge, barnløse kvinder, som ældes derhjemme, mens mændene drager ud til endeløse krigshandlinger. Da embedsmanden indvender, at mænd også bliver ældre, erindrer hun ham om, at mænd kan gifte sig og få børn i enhver alder, mens kvinder kun er frugtbare i en kort del af deres liv. Derefter iklæder hun embedsmanden ligklæder og forklarer ham, at han er død. Rasende over denne ydmygelse styrter han tilbage til hæren for at give rapport om kvindernes aktiviteter, mens Lysistrate vender tilbage til Akropolis.
Striden mellem mandskoret og kvindekoret fortsætter, til Lysistrate vender tilbage og genskaber disciplinen blandt de kvinder, som med utrolige bortforklaringer søger at få tilladelse til at dyrke sex. Herefter træder Kinesias, Myrrhines ægtefælle, ind på scenen og på Lysistrates befaling siger Myrrhine, at han kun kan opnå samleje, hvis han sørger for, at krigen bringes til sin afslutning. Han indvilger heri, og det unge par gør på scenen en række forberedelser, hvor Kinesias opfører sig grotesk lystent; men Myrrhine udsætter genforeningen ved først at hente en madras, så en hovedpude, et tæppe og en flaske olie, og til sidst svigter hun ham fuldstændig ved at låse sig inde bag Akropolis’ porte. De gamle mænds kor synger derpå en trøstende sang til manden, der står tilbage som en parodi på menneskelig nedværdigelse.
En spartansk gesandt ankommer nu med en tung ”byrde”, dårligt skjult under sin kjortel  og embedsmanden, der også bærer ”en byrde”, ler højlydt af den pinlige situation, men indvilger i at starte fredsforhandlinger.
De to kor messer nu, mens de danser. Fredsforhandlinger mellem athenernes og spartanernes begynder, men de forhandlende parter forstyrres af en ung, smuk kvinde, som Lysistrate har ført frem på scenen. De to delegationer brokker sig over betingelserne for fred, men den unge kvindes tiltrækningskraft overvinder deres betænkeligheder, og da de er kommet til enighed, lukkes de ind på Akropolis for at fejre freden.
Stykket kulminerer i en korsang, og der følger en sekvens med humoristiske og groteske samtaler mellem middagsgæsterne, inden alle indtager scenen, mænd og kvinder danser med hinanden, mens koret istemmer slutkoret.

## Historisk baggrund
Lysistrate foregår under den Peloponnesiske Krig, som udbrød i 431 f.Kr. mellem Athen (med hjælp fra Det Deliske Søforbund) og den Peloponnesiske liga med Sparta og Korinth. Krigen varede i 27 år til 404 f.Kr. med en våbenhvile fra 424 f.Kr. til 418 f.kr, der betegnes Nikias-freden. Baggrunden for den langvarige krig var, at der i årene op til krigsudbruddet var opstået fjendskab mellem Sparta og Athen, som skyldtes, at Sparta var utilfreds med Athens spirende imperialisme. En medvirkende årsag til det langvarige forløb var de mange alliancer, de stridende parter havde indgået med andre hellenske stater og, at Athen var den stærkeste sømagt, mens Sparta dominerede miltært på landjorden.
I Athen var der på denne tid demokrati for alle frie borgere, som havde ret til at møde op på folkeforsamlingen (ekklesia), stille lovforslag og stemme om dem. Folkeforsamlingen mødtes ca. 40 gange om året på højen Pnyx. Kvinder, slaver og fremmede havde ikke stemmeret, så folkeforsamlingen var et mindretal blandt indbyggerne.
Athenernes hovedfjende i den langvarige konflikt, Sparta, var et kongedømme, hvor et råd bestående af 30 mænd tog de afgørende beslutninger sammen med kongerne. Det var imidlertid karakteristisk for tiden, at styreformerne ikke blev bedømt på deres filosofiske grundlag alene, men blev betragtet som ligeberettigede konkurrerende regimer. Den langvarige krig var en udfordring for den statiske samfundsopfattelse, som bl.a. blev modsagt af sofisterne, som var fortalere for relativismen.
En række politiske begivenheder indgår i handlingen i Lysistrate, hvoraf de mest markante er:
- 421 f.Kr.: Et skuespil ”Fred” bliver opført samme år, som Nikias opnår en fredsaftale, der sætter en foreløbig stopper for krigshandlingerne. Lysistrata indtræder i denne rolle i skuespillet, blot ti år senere, hvor Nikias-freden kaldes den tidligere fred[10]
- 413 f.Kr.: Der opstår en dramatisk ændring i krigens forløb, da athenerne og deres allierede led et alvorligt nederlag; der var et vendepunkt i krigen
- 411 f.Kr.: Året hvor Lysistrate' blev skrevet blev Athen ramt af en oligarkisk revolution, som udfordrede den demokratiske styreform

## Genren
Komedien var i det antikke Grækenland et led i de religiøse ritualer, især festspillene som hyldede Dionysos. Traditionen med optog af folk, der bar groteske masker og fallosattrapper, kan føres helt tilbage til ca. 500 f.Kr. Det var derfor hverken opsigtvækkende eller chokerende, da Lysistrate blev skrevet ca. 200 år senere. Tværtimod var komedien og dens satiriske kommentarer til levevis og samfundsforhold på Aristofanes’ tid en højt estimeret genre, og manuskriptforfatteren forventede, at de medvirkende personer var publikum bekendte. Den er således forankret i en tradition, hvori historisk bevidsthed var en underforstået forudsætning for at kunne forstå plottet. Det var også underforstået, at grundlaget for beslutningerne var en sammenvævning af mytologi, filosofi og praktisk politik, som findes hos de fleste forfattere på denne tid. Fx i Den peloponnesiske krigs historie af Thukydid.
Den følgende liste omfatter nogle af de historiske personer, der optræder i skuespillet, og den giver et indtryk af de kommunikationsvanskeligheder, som kan opstå, hvis en instruktør forsøger at sætte Lysistrate op for et moderne publikum.
- Hippias: En athensk tyran, som omtales to gange i stykke, som et symbol på det tyranni, de gamle mænds kor kan fornemme som baggrund for kvindernes oprør.[12] og i en anden sammenhæng som et eksempel på, at spartanerne trods alt havde gjort Athen en tjeneste, underforstået, da de fjernede ham fra magten.[13]
- Kimon: En athensk feltherre, der omtales af Lysistrate i forbindelse med den spartanske konge Perikleides, som havde opnået athenernes hjælp til at undertrykke en opstand blandt heloterne.[14]
- Myronides: En athensk strateg fra 450'erne bliver nævnt i en af de gamle mænds sange som et eksempel på en langhåret type. Han indgår i stykket som et af mange eksempler på satiriske analogier mellem kendte, magtfulde politikere og lattervækkende personer.

- Phormio: En athensk admiral som nedkæmpede spartanerne i en række søslag mellem 430 f.Kr. og 428 f.Kr. er nævnt i en af sangene.[15]
- Peisander: En athensk aristokrat og oligark nævnes som et typisk eksempel på en korrupt politiker, som går i krig for personlig vinding, og giver associationer til oligarkerne i 411.[16]
- Kleisthenes: En notorisk affekteret homoseksuel, der er offer for mange vittigheder i en række græske komedier, nævnes to gange; først som en mægler mellem kvinderne i Sparta og Athen og dernæst som en, de sexhungrende athenske mænd begynder at overveje som en erstatning for de strejkende kvinder.[17]
- Kleomenes I:En spartanerkonge, som de gamle mænds kor nævner som eksempel på en, athenerne bekæmper ved hjælp af heltemod, da han prøver at blande sig i Athens indre anliggender.[18]
- Leonidas: Den berømte spartanerkonge, som anførte en sejrende græsk hær mod 'perserne ved Thermopylæ og eksemplificerer fortidens heltemodige bedrifter.[19]
- Artemisia I: Den kvindelige leder i Ionien, der er berømt for sin deltagelse i søslaget ved Salamis, bliver med en undertone af væmmelse nævnt som Amazone af koret af gamle mænd.[20]
- Homer: Den episke poet citeres med en vis ironi, da Lysistrate tillægger sin mand udtalelsen ”krig er et anliggende for mænd”, en udtalelse, der stammer fra en tale af Hector i Iliaden[21][22]
- Euripides: Også denne forfatter af dramatiske skuespil indgår i de gamle mænds sange med en klar positiv og anerkendende tekst, som formentlig udtrykker Aristofanes’ egen respekt for kollegaens tekster.[23]
- Bupalus: Kendt for satiriske karikaturer og nævnes i stykket som et eksempel på en, der kan undertvinge rebelske kvinder.[24][25]

## Persongalleri
- Et kor af gamle mænd
- Et kor af gamle kvinder
- Lysistrate
- Calonice
- Myrrhine
- Lampito
- Embedsmand
- Kinesias
- Baby
- Spartansk gesandt
- Spartansk aAmbassaør
- Athensk forhandler
- Ismenia
- Athenske borgere, spartanske borgere, slaver m.m.

Nogle af navnene er sammensatte, der giver et ordspil, som skal medvirke til at karakterisere personen. De er ikke direkte oversættelige, Lysistrate betyder frit oversat ”hende, der har magt til at opløse en hær”, mens Kinesias betyder ”den, der gerne vil dyrke sex”

## Betydning i dag
Moderne opsætninger af Lysistrata har ofte en feministisk og eller pacifistisk målsætning eller synsvinkel. Det oprindelige stykke var næppe nogen af delene. Nyopsætningerne er et eksempel på historiebrug, dvs. nutidige forsøg på at sætte fortidens spor i en aktuel sammenhæng. Selv om der er en underforstået sympati for kvinderne og deres håbløse situation på mændenes betingelser, bl.a. fordi de ikke havde valgret, er de også i dette teaterstykke beskrevet som relativt irrationelle væsener, der har behov for beskyttelse. Lysistrate anfægtede ikke mændenes ret til at bestemme over politik og krig, indtil hun indså, at der i Athen ikke var nogen mand, som havde evnerne til at sætte en stopper for drab og ødelæggelse. Hun er en typisk ledertype, så hun påtager sig opgaven at beskytte de andre kvinder mod deres dybereliggende instinkter, og hun anvender orakler til at beskytte dem mod deres lyster. Dette er forudsætningen for, at hun kan opnå sit mål om at afslutte krigen. Den kendsgerning, at hun formår at overbevise de andre kvinder om, at de skal afstå fra at følge deres inderste instinkter, viser, at hun er en ”superkvinde”, som endog formår at udfordre mændenes magtmonopol. Hendes rolle som Athens redning fra krigens ulykker er foregrebet i et andet teaterstykke fra 424 f.Kr. Kavaleriet (eller Ridderne)  hvor Aristofanes benytter Agoracritus som redningsmand. De er begge eksempler på folkehelte, som repræsenterer det athenske demokratis mest positive sider.
1. Lysistrate manipulerer kvinderne gennem orakler, Agoracritus benytter orakler til at manipulere Athens borgere[30]
2. Scenen, hvori Lysistrate genforener athenere og spartanere, er foregrebet i Agoracritus’ forelæggelse af en uomgængelig traktat i kavaleriet, i en fyndig tale, som overbeviser folket om, at det må søge en fredelig løsning på konflikten.[31]
3. Lysistrate og Agoracritus er begge udstyret med særlige evner, som er knyttet til guderne, der tilsyneladende udnytter dem i en højere sags tjeneste. Denne tolkning tager udgangspunkt i, at oldtidens grækere var af den overbevisning, at historiens gang var ”gudernes vilje.[32]

Antagelser om, at Lysistrate er et skuespil, som taler for en universel orden i fredens tjeneste, er næppe holdbar. Det er formentlig en kommentar til en endeløs krigstilstand mellem civiliserede nationer, som snarere burde koncentrere sig om at alliere sig mod de virkelige trusler, barbarerne, ved at skabe en ærefuld fred, hvor den løsning af den peloponnesiske krig ikke virkede realistisk.

## Bearbejdninger
Følgende er en liste over et udvalg af kendte bearbejdninger af Lysistrate:

### Internationalt
- 1910:Opsætning i Little Theatre in the Adelphi i London med Gertrude Kingston i titelrollen.
- 1946: Lysistrata (engelsk titel) blev opført i New York med en afroamerikansk rolleliste, med Etta Moten Barnett i titelrollen. Den var en hyldest til afromamerikanernes deltagelse i 2. verdenskrig, hvor de måtte affinde sig med en racepolitik, hvor det var vanskeligt for amerikanere af afrikansk afstamning at avancere til officerer. Stykket var ikke velset i sydstaterne i USA, som stadig på mange områder opretholdt raceadskillelse.
- 1961: Skuespillet dannede udgangspunkt for en musical The Happiest Girl in the World.
- 1968: Instruktøren Mai Zetterling, erklæret svensk feminist, instruerede filmen Flickorna. Filmen havde Bibi Andersson, Harriet Andersson og Gunnel Lindblom i ledende roller, som var stærkt inspireret af de tilsvarende roller i Lysistrate.
- 2003: Som reaktion mod Irakkrigen opstod en protestbevægelse 'Lystratiaprojektet som var baseret på det oprindelige skuespil og havde verdenspremiere den 3. marts 2003.[35]
- 2007: James Thomas instruerede stykket PBS som et led i serien "Female Power & Democracy", som udforskede, hvorledes kvinders indflydelse på det offentlige liv oprindeligt blev udtrykt i fiktionens verden, men herfra spredte sig til den virkelige verden.
- 2010: Forfatteren Kody Kepplinger præsenterer en moderne opsætning af plottet i Lysistrate i romanen Shut Out, hvor to high school-veninder nægter deres kærester sex, før de har afsluttet en strid i fodboldklubben. Derved afværger de, at klubben går i opløsning.

### Danske bearbejdninger
- 1984: Stykket blev bearbejdet og iscenesat af Birgitte Kolerus. Det blev opført af skuespillere fra Teatret ved Sorte Hest som gæstespil på Gladsaxe Teater.
- 2008: Nørrebro Teater gendigter komedien i en opsætning efter manuskript af Vivian Nielsen. I denne version er stykket en moderne kommentar til det mandsdominerede samfund, hvor mændene besidder alle vigtige poster i det offentlige liv. Som eksempler nævnes besættelsen af bestyrelsesposter og lønforskellene mellem mænd og kvinder for samme arbejde. So protest mod kvindernes stilling i samfundet kopierer otte kvinder nu Lysistrates sexstrejke. Kommentarerne fra de oprindelige kor har Jacob Tingleff og Jonatan Spang omskrevet til monologer.

”De nægter mændene sex, forlader hjemmet, besætter DR-byen og sender porno på alle kanalerne. Børnene ender hylende i statsministeriet, hvor alle de stivbenede mænd i jakkesæt får en unge på hver arm. Panikken rejser sig - sammen med herrernes lem, der stritter i farver, som matcher deres tøj. Mændene, der hidtil kun har fablet om krig, i dette tilfælde en fiktiv krig mod Sverige om øen Hven, taler nu om at sætte hollændervogne og tåregas ind mod kvinderne. På skærmen ruller billeder af tv-værter med hænderne over hovedet på vej ud af DR-byen, mens seerne hører, at kvinderne vil have magten, og at Frederikke, der står i spidsen for oprøret, vil være statsminister.
Som i det oprindelige skuespil har kvinderne store kvaler med at opretholde strejken, men efter mange forviklinger må mændene overgive sig, både kønspolitisk og for at genoprette freden på arbejdspladsen og i hjemmet.

## Kritik
Platon anså den mytologiske indflydelse på det politiske liv for at være skadelig og karakteriserede komedien som ”dårlig opdragelse af ungdommen”. Den græske komedie blev på sin vis klemt i debatten mellem sofister og platonikere. etiske spørgsmål kom i forgrunden, og Aristofanes’ manuskripter gik stort set i glemmebogen, hvis ikke de direkte blev fordømt, som det f.eks. I Europa i den katolske kirkes storhedstid. I senmiddelalderen fik komedien en ny blomstringstid, især på grund af dens store folkelige tiltrækningskraft, i Frankrig med Molliere som hoveddrivkraft, mens det i Danmark var Ludvig Holberg, der tiltrak publikum. Først med romantikkens gennembrud fik Aristofanes igen egentlig anerkendelse. Hegel betegnede Aristofanes’ manuskripter som et mønstereksempel på latterens betydning for forståelsen af menneskets livsbetingelser, og den danske filosof Søren Kierkegaard fremhævede hans evne til at bruge latteren som våben mod magthaverne. I Om Begrebet Ironi med stadigt Hensyn til Socrates fremhæver Kierkegaard Aristofanes’ manuskripter som værende af større litterær frigørelse og indtræden i den offentlige sfære kunne betyde. Lysistrate er samtidig en mesterlig leg med grænserne mellem det, vi traditionelt opfatter som privat og politisk.” 

## Oversættelser

### Oversættelser til engelsk
- 1912, Udgivet af the Athenian Society, London; Ukendt oversætter, men ifølge rygtet var den oversat af Oscar Wilde.
- 1925, Jack Lindsay lyrik [39]
- 1934, Arthur S. Way, lyrik
- 1944, Charles T. Murphy, prosa og lyrik
- 1954, Dudley Fitts, prosa og lyrik
- 1961, Donald Sutherland , prosa og lyrik [40]
- 1963, Douglass Parker, lyrik
- 1972 Germaine Greer, kendt feministisk forfatter, prosa
- 1988, Jeffrey Henderson, lyrik
- 1991, Nicholas Rudall
- 2000, George Theodoridis, 2000, prosa[41]
- 2002, David Landon, Ph.D. M.F.A., prosa og lyrik
- 2003, Sarah Ruden
- 2004, Paul Roche, prosa og lyrik
- 2005, Edward Einhorn, prosa og lyrik[42]

### Oversættelser til dansk
- 1969, Otto Foss & Erik H. Madsen

1970, Bearbejdet for radio af Carlo M. Pedersen. København: (Danmarks Radio.Hørespilarkivet),(1970).
- 1980, Hold fred: Komedierne Kvindernes oprør og Freden / Aristofanes; Bearbejdet og fortalt for børn i tekst og billeder af Sofia Zarambouka; på dansk ved Ole Wahl Olsen. København, Forum, 1980- ISBN 87-553-0863-5
- 2005, Kai Møller Nielsen genoversætter Aristofanes’ skuespil i en serie, hvor Lysistrate indgår i bind II: * Aristofanes: Kavaleriet – Skyerne – Lysistrate – Samlede komedier bind 2, (2005) oversat af Kai Møller Nielsen, Syddansk Universitetsfolag. ISBN 87-7838-970-4

## Bevarede skuespil af Aristofanes
- 425 f.Kr.: Acharnerne
- 424 f.Kr.: Kavaleriet (eller Ridderne)
- 423 f.Kr.: Skyerne
- 422 f.Kr.: Hvepsene
- 421 f.Kr.: Freden
- 414 f.Kr.: Fuglene
- 411 f.Kr.: Halløj i Thesmoforiet eller Kvinderne ved Thesmoforiefesten
- 411 f.Kr.: Lysistrate (eller Kvindernes oprør)
- 405 f.Kr.: Frøerne
- 392 f.Kr.: Al magt til kvinden (eller Kvinderne i Folkeforsamlingen)
- 388 f.Kr.: Plutos (eller Rigdommen)

## Eksterne links
- Excerpt from the script of Lysistrata version instrueret af Edward Einhorn.
- Excerpts from Lysistrata illustreret af Aubrey Beardsley.
- Lysistrata & the War: A Comic Opera in Mozartian Style" Arkiveret 24. september 2015 hos  Wayback Machine – nydigtning af det oprindelige skuespil (ISBN 0-912424-07-9).
- Lysistrata text in English Arkiveret 12. oktober 2006 hos  Wayback Machine – The EServer Drama Collection (Iowa State University).
- Negro Repertory Company: Lysistrata, en gennemgang af den kontroversielle opsætning fra 1937 , opført af the Seattle Branch of the Federal Theater Project.
- Filmen Lysistrata fra 1976